# Nowy cmentarz żydowski w Horodle
Nowy cmentarz żydowski w Horodle – kirkut służący żydowskiej społeczności Horodła. Powstał na początku XIX wieku w związku z zamknięciem starego cmentarza. Został zniszczony przez Niemców w czasie II wojny światowej. Obecnie brak na nim nagrobków. Leży na południe od miejscowości.